# Camacho Costa
José Manuel Militão Camacho Costa (Odemira, 8 de Junho de 1946 - Lisboa, 1 de Março de 2003) foi um actor português.

## Biografia
Estudou no Colégio Nun'Álvares de Tomar e licenciou-se em Direito, pela Faculdade de Direito da Universidade de Lisboa.
Foi crítico de cinema, entre 1973 e 1978, no Diário de Lisboa e no Expresso. No entanto foi no teatro, principalmente à comédia portuguesa, que mais se dedicou. Depois da sua primeira participação, em 1974, na revista do Teatro Adóque, Mil Novecentos e Vinte e Seis, Noves Fora Nada, participou em mais de 20 produções dos teatros do Parque Mayer.
Chegou ao cinema pela mão de Eduardo Geada, com Sofia e a Educação Sexual, mas foi Lauro António quem lhe atribuiu o primeiro papel de relevo, com a personagem de Padre Pita em Manhã Submersa (1980).
Faz espetáculos de café-concerto, como "Marinette e as Outras" (1982) no Stress, em conjunto com outros nomes como Varela Silva, Hermenegildo Gomes e Jacinto Cardoso.
Seguiram-se, em 1986, O Barão de Altamira, de Artur Semedo e Saudades Para Dona Genciana, de Eduardo Geada.
Em 1997 foi entrevistado para a TV Guia (Portugal), N.º 946, pp. 96–97, por Pedro Teixeira. Nesse ano participou no filme O Testamento do Senhor Napumoceno da Silva Araújo, de Francisco Manso. Em 1998 apresentou um espetáculo de poesia chamado Biblioteca Apaixonada. Em 2001 colaborou com os Artistas Unidos, onde foi dirigido por Jorge Silva Melo e Solveig Nordlund.
Na televisão popularizou-se na sitcom Os Malucos do Riso, onde interpretava os personagens Lelo e Compadre Cacildo, acarinhados pelo grande público. Apareceu também em novelas, como Cinzas, Roseira Brava e Xica da Silva, e em séries como O Café do Surdo, Nico d'Obra e Sozinhos em Casa. Apresentou brevemente o programa diário Às Duas Por Três.
Vítima de um cancro pulmonar, não deixou de aparecer nos ecrãs, mesmo combalido pela doença. Numa dessas últimas aparições disse «não fui eu que apanhei um cancro, o cancro é que apanhou um Camacho Costa».

## Filmografia
- 1926, Noves Fora Nada (1980) ....
- Manhã Submersa (1980) .... Padre Pita
- Fim de Século (vários episódios, 1984) ....
- Saudades para Dona Genciana (1986) ....
- O Barão de Altamira (1986) ....
- Ai Cavaquinho (vários episódios, 1990) .... Vários
- Ladrão Que Rouba a Anão Tem Cem Anos de Prisão (curta-metragem) (1992) .... Segura Cornos
- Lisboa, Tejo e Tudo (1993) ....
- Cos(z)ido à Portuguesa (vários episódios, 1993) ....
- Cinzas (130 episódios, 1992-1993) .... António Ramalho
- Sozinhos em Casa (8 episódios, 1993-1994) .... Vítor
- A Estrela (curta-metragem) (1994) .... Pai de Pedro
- Café do Surdo (vários episódios, 1994) ....
- A Visita da Velha Senhora (TV) (1994) .... Oficial
- Nico d'Obra (1 episódio, "O Empresário", 1994) ....
- Os Malucos do Riso (vários episódios, 1995) .... Vários
- Todo o Tempo do Mundo (1995) ....
- Primeiro Amor (130 episódios, 1995-1996) .... Bocas
- Ai, os Homens (1996) .... o próprio
- Making of Primeiro Amor (1996) .... o próprio
- Roseira Brava (25 episódios, 1996) .... Silva
- Xica da Silva (vários episódios, 1996) .... Bispo
- Polícias (1 episódio, "#1.3", 1996) .... Joaquim
- Ilhéu da Contenda (1996) .... Felisberto
- Cães Sem Coleira (1997) ....
- Cadeira do Poder (vários episódios, 1997) ....
- O Testamento do Senhor Napumoceno (1997) .... Paiva
- Gala 5.º Aniversário SIC' (1997) .... o próprio
- Bolero (curta-metragem) (1998) ....
- Fátima Lopes" (vários episódios, 1998) .... Vários
- Bom Baião (1 episódio, "13 de novembro de 1998", 1998) ....
- Um Sarilho Chamado Marina (1 episódio, "Vizinhos Novos", 1999) ....
- Fotoquic (curta-metragem) (2000) ....
- Telefona-me! (curta-metragem) (2000) .... Vítor
- O Espírito da Lei (1 episódio, "Lar Doce Lar", 2001) .... Rogério Timóteo
- Noites Marcianas (1 episódio, "26 de novembro de 2001", 2001) .... o próprio
- Às Duas Por Três (vários episódios, 2001-2002) .... o próprio / Vários
- HermanSIC (5 episódios, "23 de dezembro de 2001", "7 de julho de 2002", "6 de outubro de 2002", "20 de outubro de 2002" e "22 de dezembro de 2002") .... o próprio
- A Bomba (2002) .... Pai de Miguel
- Catarina.com (1 episódio, 2002) .... o próprio
- Não Há Pai (17 episódios, 2002-2003) .... Carlos Boavida
- Jornal da Noite (1 episódio, 2008) .... o próprio em Imagens de Arquivo

## Descendência
Teve dois filhos de Maria Emília Chorão de Carvalho Ruas, nascida a 15 de Fevereiro de 1955, filha de Henrique Barrilaro Ruas e de sua mulher Maria Emília Chorão de Carvalho: João Barrilaro Ruas Camacho Costa, o qual entrou com seu pai na curta-metragem A Estrela em 1994 no papel de Pedro, e Pedro Barrilaro Ruas Camacho Costa.

## Morte
Faleceu com 56 anos de idade, vítima de cancro do pulmão.